# SMS G 195
G 195 – niemiecki niszczyciel z okresu I wojny światowej. Okręt typu 1906 (S138), czwarta jednostka podtypu  G 192. Po wojnie przejęty przez Wielką Brytanię i złomowany w 1922 roku.